# فينيكس (نظام تشغيل)
فينيكس هو نظام تشغيل يشبه نظام يونكس طورته في السبعينيات والثمانينيات شركة فينيكس في الولايات المتحدة الأمريكية. وكان يعمل على أنظمة الحواسيب الصغيرة والمتوسطة مثل حاسوب آي بي إم الشخصي وأبل 2.
كان فينيكس يستند إلى معيار بوزيكس وكان يحتوي على أدوات يونكس الأساسية.
. ولكن كان لدى فينيكس بعض الاختلافات في تنظيم نظام الملفات والأوامر والإعدادات مما جعله غير متوافق مع الإصدارات الأخرى من يونكس.
فيما بعد، قامت شركة مجموعة إس سي أو بشراء حقوق فينيكس ودمجها في مجموعة منتجاتها لنظام يونكس والتي تم بيعها للشركات والمؤسسات.
يعتبر فينيكس واحدًا من أوائل أنظمة التشغيل شبيه يونكس وقد ساهم في تطور هذه الفئة من الأنظمة.